# Rockefeller Center
Rockefeller Center er et kompleks af kontor- og forretningsbygninger i New York, i alt 19 bygninger. Rockefeller Center strækker sig over flere kvartaler mellem 48. og 51. gade, og mellem femte og syvende aveny, i hjertet af Midtown på Manhattan.
Centeret er opkaldt efter John D. Rockefeller, Jr., som udviklede området i årene mellem 1929 og 1940. Dagens Rockefeller Center består af to forskellige dele: de oprindelige Art Deco-bygninger fra 1930'erne, og en række nyere skyskrabere langs sjette aveny, opført i 1960'- og 70'erne. Den mest dominerende og berømte bygning, GE Building (navngivet efter nuværende ejer, General Electric), er med sine 259 meter New Yorks niende højeste bygning.
Rockefeller Center repræsenterer det bedste af 1930'ernes arkitektur i New York. Centeret kan i tillæg byde på et utal kulturelle og kommercielle oplevelser – fra fjernsynskanalen NBCs hovedkvarter og USA's største indendørs teater (Radio City Music Hall), til caféer, offentlige kunstprojekter og koncerter. Blandt andet TV-showene Saturday Night Live og The Tonight Show with Jimmy Fallon bliver sendt fra NBCs studier i GE-bygningen. På den berømte plads foran den slanke skyskraber bliver der om vinteren anlagt en åben skøjtebane for publikum. Her bliver også USA's højeste juletræ tændt under en højtidelig markering hvert år.

## Eksterne links
- Rockefellercenter.com Arkiveret 13. maj 2007 hos  Wayback Machine

- Wikimedia Commons har flere filer relateret til Rockefeller Center

40°45′32″N 73°58′45″V / 40.75889°N 73.97917°V